# Джелековець
46°15′ пн. ш. 16°52′ сх. д. / 46.25° пн. ш. 16.87° сх. д.
Джелековець (хорв. Đelekovec) – громада і населений пункт в Копривницько-Крижевецькій жупанії Хорватії.

## Населення
Населення громади за даними перепису 2011 року становило 1 533 осіб. Населення самого поселення становило 1 192 осіб.
Динаміка чисельності населення громади:
Динаміка чисельності населення центру громади:

## Населені пункти
Крім поселення Джелековець, до громади також входить Імбріовець.